# Piper albiciliatum
Piper albiciliatum är en pepparväxtart som beskrevs av Truman George Yuncker. Piper albiciliatum ingår i släktet Piper och familjen pepparväxter. Inga underarter finns listade i Catalogue of Life.